# Scott Hoying
Scott Richard Hoying (n. 17 septembrie 1991, Texas, SUA) este un cântăreț și vlogger american. 
Scott este unul dintre membrii fondatori și baritonul trupei Pentatonix (din 2011) și unul dintre cei doi vloggeri de pe canalul de YouTube Superfruit.